# John Frankenheimer
John Michael Frankenheimer (New York, 19 febbraio 1930 – Los Angeles, 6 luglio 2002) è stato un regista statunitense.

## Biografia
Frankenheimer nacque nel Queens, New York, figlio di Helen Mary (Sheedy da nubile) e Walter Martin Frankenheimer, agente di cambio. Frankenheimer sostenne di avere un legame parentale con l'attrice Ally Sheedy. Il padre ebbe origini tedesche di religione ebraica, la madre era di origine irlandese cattolica, e Frankenheimer fu educato così.
John Frankenheimer crebbe frequentando una scuola militare a Oakdale, La Salle Military Academy, diplomandosi nel 1947. Frequentò in seguito Inglese al Williams College, a Williamstown, Massachusetts, laureandosi nel 1951. Si avvicinò alla regia durante il servizio di leva nella United States Air Force, dove girò diversi documentari. Nel 1953 venne assunto dal network televisivo CBS, nel ruolo di assistente alla regia, per poi passare rapidamente al ruolo principale di primo regista per alcune serie televisive.
Nel 1957 debuttò nel cinema dirigendo Colpevole innocente, a cui seguì un grande successo con L'uomo di Alcatraz (1962), film che ottenne quattro candidature al Premio Oscar. In Sette giorni a maggio (1964), Frankenheimer descrisse un colpo di Stato militare organizzato dal Capo di Stato maggiore statunitense (impersonato da Burt Lancaster) per impedire la firma del Presidente degli Stati Uniti di un protocollo per il disarmo nucleare, sventato grazie alla lealtà di un ufficiale (impersonato da Kirk Douglas) e al coraggio del Presidente (interpretato da Fredric March).
Durante la campagna elettorale per le presidenziali statunitensi del 1968, diresse la propaganda cinematografica di Robert Kennedy. Di orientamento dichiaratamente progressista, fu militante dell'American Civil Liberties Union. Nel 1999 apparve per la prima ed unica volta nel ruolo di attore, nel film La figlia del generale, diretto da Simon West. Morì a causa di un ictus in seguito a un intervento alla colonna vertebrale.

## Filmografia

### Regista

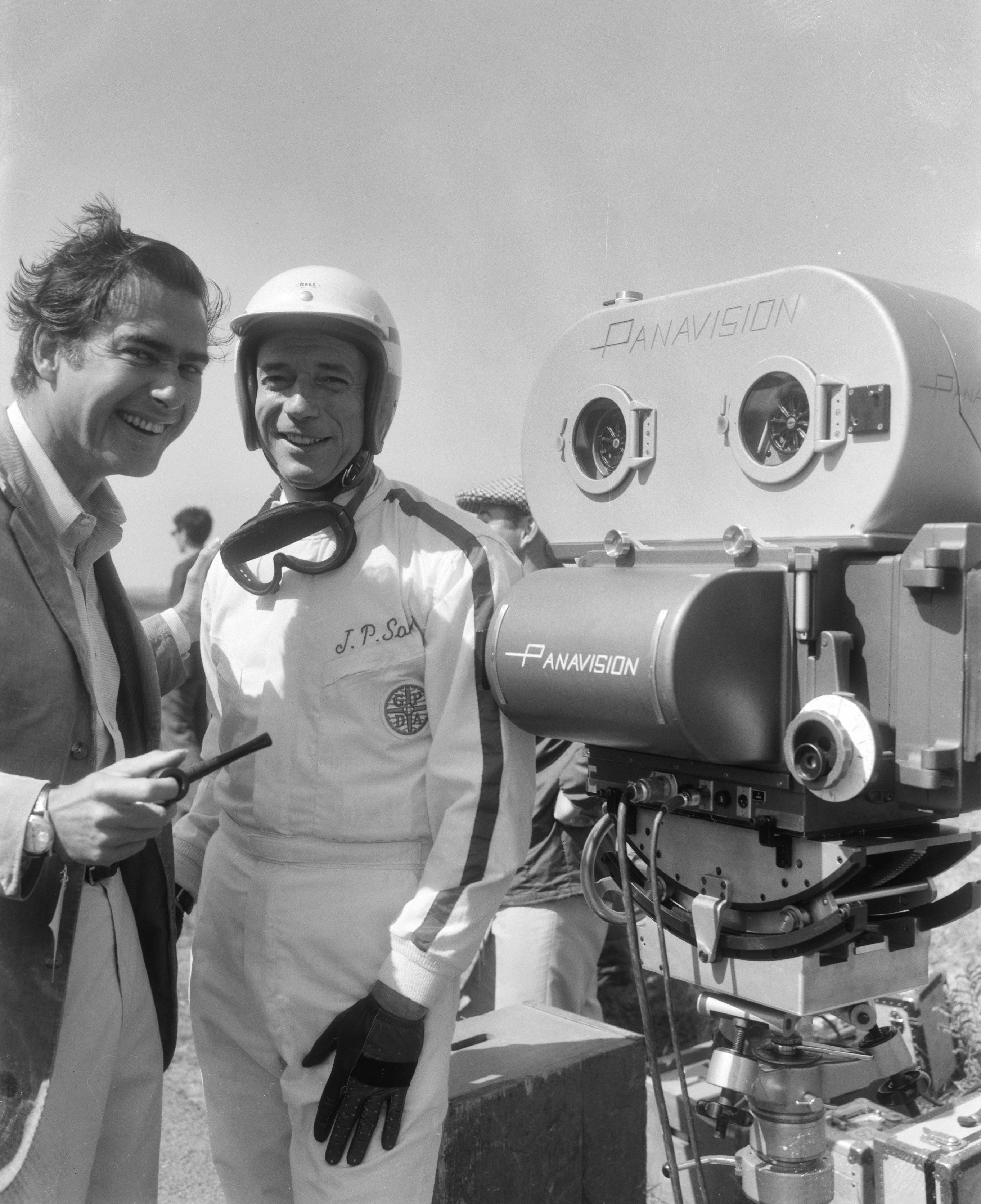
Da sinistra: Frankenheimer e Yves Montand sul set di Grand Prix (1966)

#### Cinema
- Colpevole innocente (The Young Stranger) (1957)
- Il giardino della violenza (The Young Savages) (1961)
- E il vento disperse la nebbia (All Fall Down) (1962)
- L'uomo di Alcatraz (Birdman of Alcatraz) (1962)
- Va' e uccidi (The Manchurian Candidate) (1962)
- Sette giorni a maggio (Seven Days in May) (1964)
- Il treno (The Train) (1964)
- Operazione diabolica (Seconds) (1966)
- Grand Prix (1966)
- L'uomo di Kiev (The Fixer) (1968)
- Il capitano di lungo... sorso (The Extraordinary Seaman) (1969)
- I temerari (The Gypsy Moths) (1969)
- Un uomo senza scampo (I Walk the Line) (1970)
- Cavalieri selvaggi (The Horsemen) (1971)
- Questo impossibile oggetto (Story of a Love Story) (1973)
- Attento sicario: Crown è in caccia (99 and 44/100% Dead) (1974)
- Il braccio violento della legge n. 2 (French Connection II) (1975)
- Black Sunday (1977)
- Profezia (Prophecy) (1979)
- L'ultima sfida (The Challenge) (1982)
- Il ritorno delle aquile (The Holcroft Covenant) (1985)
- 52 - Gioca o muori (52 Pick-Up) (1986)
- Dead Bang - A colpo sicuro (Dead Bang) (1989)
- La quarta guerra (The Fourth War) (1990)
- L'anno del terrore (Year of the Gun) (1991)
- L'isola perduta (The Island of Dr. Moreau) (1996)
- Ronin (1998)
- Trappola criminale (Reindeer Games) (2000)

#### Televisione
- You Are There – serie TV, episodio 3x14 (1954)
- Danger – serie TV, 7 episodi (1954-1955)
- Climax! – serie TV, 26 episodi (1955-1956)
- Playhouse 90 – serie TV, 27 episodi (1956-1960)
- The Ninth Day – film TV (1956)
- Studio One – serie TV, episodio 10x41 (1958)
- The DuPont Show of the Month – serie TV, episodio 2x8 (1959)
- Startime – serie TV, episodio 1x3 (1959)
- Sunday Showcase – serie TV, episodi 1x1-1x28 (1959-1960)
- The Fifth Column – film TV (1960)
- The Snows of Kilimanjaro – film TV (1960)
- Buick-Electra Playhouse – serie TV, episodi 1x02-1x03 (1960)
- The Rainmaker – film TV (1982)
- Riviera – film TV, accreditato come Alan Smithee (1987)
- I racconti della cripta (Tales from the Crypt) – serie TV, episodio 4x10 (1992)
- The Prison (Against the Wall) – film TV (1994)
- Il fuoco della resistenza - La vera storia di Chico Mendes (The Burning Season: The Chico Mendes Story) – film TV (1994)
- Andersonville – miniserie TV (1996)
- George Wallace – miniserie TV (1997)
- Path to War - L'altro Vietnam – film TV (2002)

### Attore
- La figlia del generale (The General's Daughter) di Simon West (1999)